# Gare de Belle-Isle – Bégard
Gare de Belle-Isle - Bégard – przystanek kolejowy w Louargat, w departamencie Côtes-d’Armor, w regionie Bretania, we Francji.
Jest przystankiem kolejowym Société nationale des chemins de fer français (SNCF), obsługiwaną przez pociągi TER Bretagne.

## Położenie
Znajduje się na wysokości 154 m n.p.m., na 519,837 km linii Paryż – Brest, pomiędzy stacjami PGuingamp i Plouaret-Trégor. 

## Usługi
Usługi kolejowe są prowadzone przez pociągi TER Bretagne, kursujące między Saint-Brieuc i Lannion.